# Owusu Benson
Owusu Benson (Accra, Ghana, 22 de març de 1977) és un futbolista ghanès. Va disputar 1 partits amb la selecció de Ghana.

## Estadístiques
| Selecció de Ghana | Selecció de Ghana | Selecció de Ghana |
| Anys              | Partits           | Gols              |
| ----------------- | ----------------- | ----------------- |
| 1999              | 1                 | 0                 |
| Total             | 1                 | 0                 |